# Donau (Schiff, 1982)
Das Fahrgastschiff Donau der Passauer Reederei Wurm + Noé wird auch Kristallschiff genannt. Diese Bezeichnung verdankt das Schiff der reichen Ausstattung mit Swarovski-Kristallen.

## Geschichte
Das Schiff wurde 1982 bei der Hitzler-Werft in Regensburg gebaut. Im Jahr 2007 erfolgte in der ÖSWAG-Werft in Linz ein umfangreicher Umbau, dem es seine heutige Gestalt und die Bezeichnung „Kristallschiff“ verdankt. Die Reederei arbeitete dabei mit dem Kristallhersteller Swarovski zusammen, der die Kristalle für die Innenausstattung und die zwei illuminierten Zierbögen an Back- und Steuerbord lieferte.
Das Schiff bietet seit dem Umbau 388 Innenplätze, davon 208 auf dem Haupt- und 180 auf dem Oberdeck. Es verfügt über zwei Bordküchen.

## Technik
Die Donau ist 78,5 Meter lang, elf Meter breit und hat einen Tiefgang von 1,3 Metern. Als Antrieb dienen zwei Deutz-Dieselmotoren mit zusammen 1000 PS, mit denen das Schiff eine Geschwindigkeit von etwa 25 km/h erreicht.